# TransManche Link
Transmanche Link, abrégé sous le sigle TML, est un consortium de dix entreprises de BTP (cinq françaises et cinq britanniques) créé le 18 octobre 1985 pour construire le tunnel sous la Manche.
Ce consortium était constitué d'un groupement d'intérêt économique (TransManche Construction) regroupant les cinq entreprises françaises, et d'une coentreprise (joint-venture : TransLink JV) composée par les cinq entreprises britanniques.  
Il a cessé d'exister lorsque la construction du tunnel a été terminée.

## Les entreprises françaises
- Bouygues
- Dumez S.A.
- Société Auxiliaire d'Entreprises S.A. (SAE)
- Société Générale d'Entreprises S.A. (SGE)
- Spie Batignolles S.A.

## les entreprises britanniques
- Balfour Beatty Construction Ltd
- Costain Civil Engineering Ltd
- Tarmac Construction Ltd
- Taylor Woodrow Construction Holdings Ltd
- Wimpey Major Projects Ltd